# 신고전 현실주의
신고전 현실주의(Neoclassical realism)는 국제관계론이자 외교 정책 분석에 대한 접근 방식이다. 1998년 월드 폴리틱스 리뷰 기사에서 기디언 로즈가 처음으로 만든 이 이론은 고전적 현실주의와 신현실주의, 특히 방어적 현실주의 이론의 조합이다.
신고전 현실주의는 국제 체제에서 국가의 행동은 국가 간 권력 능력의 분배와 같은 체계적 변수(예: 시스템적 압력, 다른 국가의 의도 또는 위협에 대한 인식 및 오해와 같은 인지적 변수, 그리고 외교 정책 결정자의 권력과 행동의 자유에 영향을 미치는 국가 기관, 엘리트, 사회 행위자와 같은 국내 변수)의 개입으로 설명될 수 있다고 주장한다.

## 저명한 신고전 현실주의자
- 파리드 자카리아
- 로버트 저비스
- 에즐 토예